# Kostel svaté Alžběty (Banská Bystrica)
Kostel svaté Alžběty je římskokatolický kostel v Dolní ulici v historické části Banské Bystrice.
Kostel je spolu s bývalou městskou nemocnicí (Dolní ulice č. 47) jednou z nejstarších budov, jejich společná historie sahá do roku 1303. Nemocnice patřila ke kostelu.
Během reformace byl kostel v roce 1517 zevangelizován tak jako ostatní kostely ve městě. V roce 1605 kostel vyhořel, zachránila se jen kaple sv. Anny a zeď severní lodi. Kostel byl několikrát rekonstruován, v roce 1877 v novogotickém stylu. Oltář je dílem Jozefa Murgaša.